# Truhlář

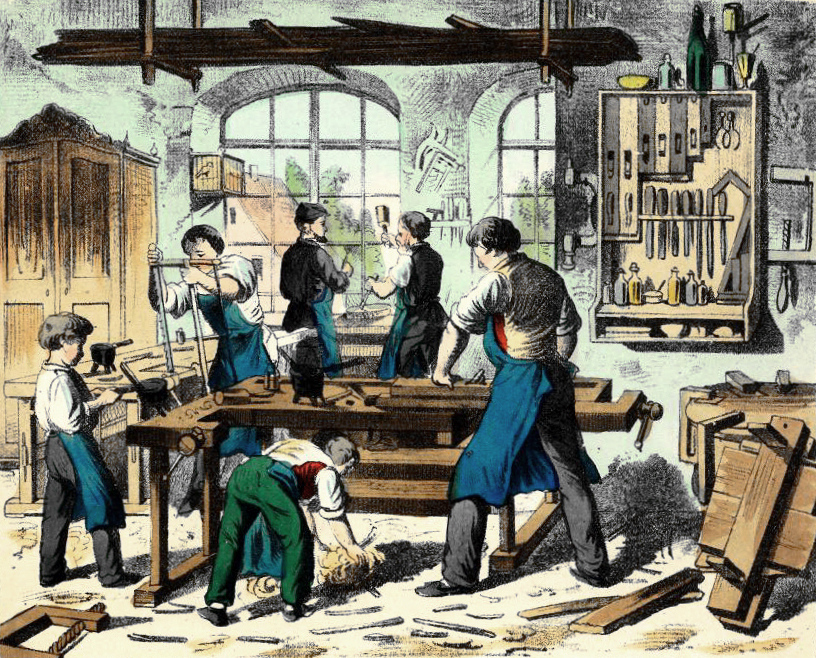
Německá truhlářská dílna, litografie kolem roku 1880

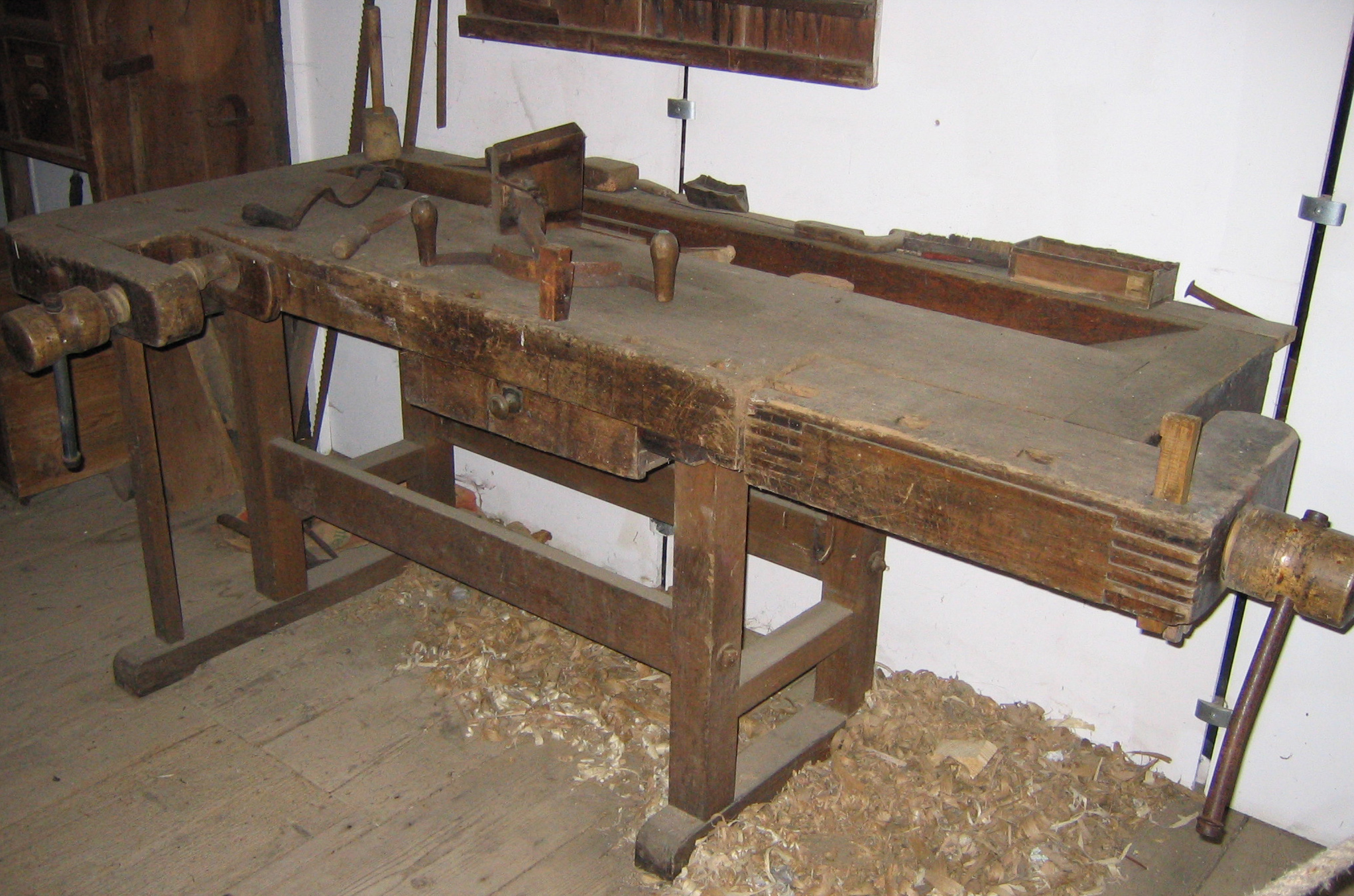
Pracovní stůl truhláře z počátku 20. století, tzv. ponk

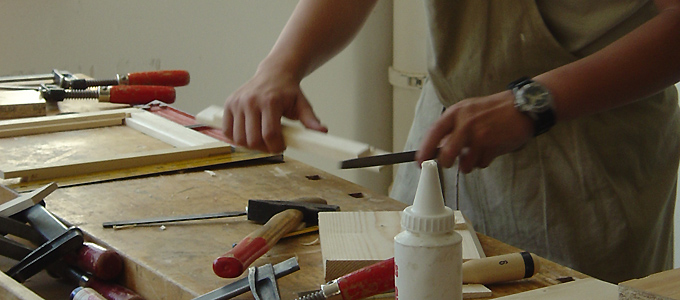
Truhlář při práci

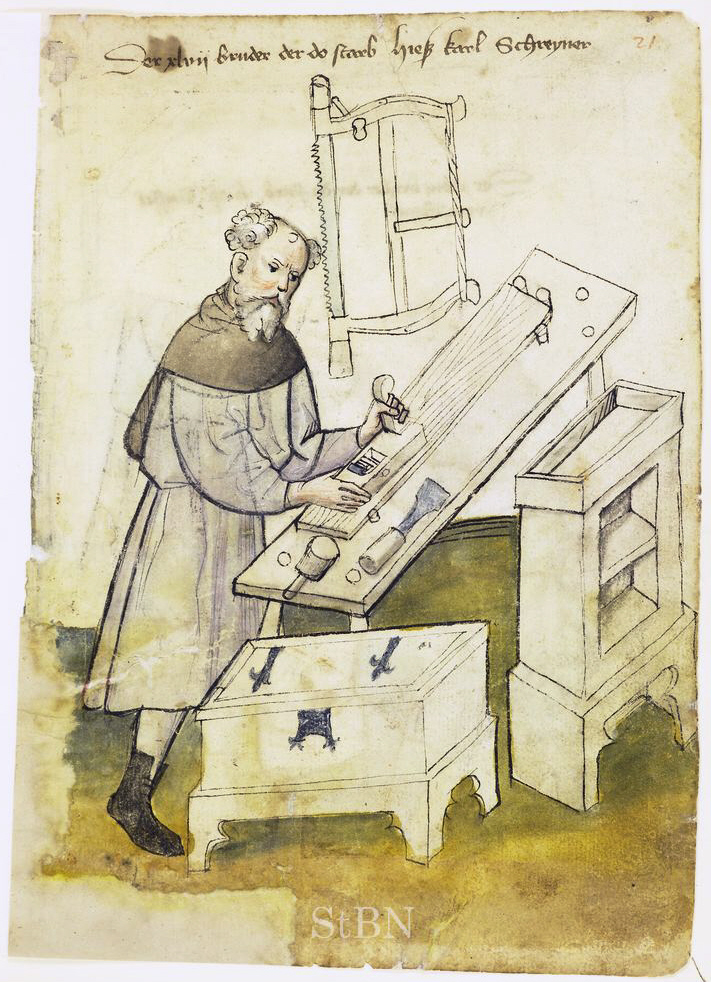
Truhlář v dílně, Norimberk kolem roku 1425

Truhlář nebo též stolař je řemeslník, který vyrábí a opravuje dřevěný nábytek, dřevěné části staveb (okna, dveře), případně i jiné užitkové předměty ze dřeva.

## Původ slova
Označení truhlář, jehož užívání převládá v Čechách, pochází z německého die Truhe – truhla. Na Moravě se používá výraz stolař, který je odvozen od slova stůl (podobně stolár ve slovenštině a stolarz v polštině).

## Popis
Na rozdíl od příbuzného tesařství pracuje truhlář s prkny a hranoly, případně s dýhami. Dřevo ke své práci získává na pile. Typické pracovní úkony jsou řezání, hoblování a broušení, dlabání čepů a čepování, klížení a lepení, dýhování a lakování. V moderní době k tomu přistupuje ohýbání, frézování a další nové techniky.

## Truhlářské nástroje a stroje

### Nářadí, nástroje a zařízení pro ruční opracování
- hoblice či ponk – truhlářský pracovní stůl
- různé druhy dlát a struhů
- úderové nástroje (kladivo, palice, palička)
- pily – ocaska, čepovka, rámová pila, svlakovka, děrovka, vykružovačka,
- poříz – slouží ke svlékání kůry z kmene
- hoblíky – uběrák, hladík, klopkář, římsovník, drážkovník, vlaštovka atd., také elektrický hoblík
- nebozezy, vrtáky, svidříky, vrtačka
- smirkový papír
- různé druhy ručních brusek (pásová, excentrická) a příslušné brusivo
- truhlářské svěrky a jiná stahovací zařízení

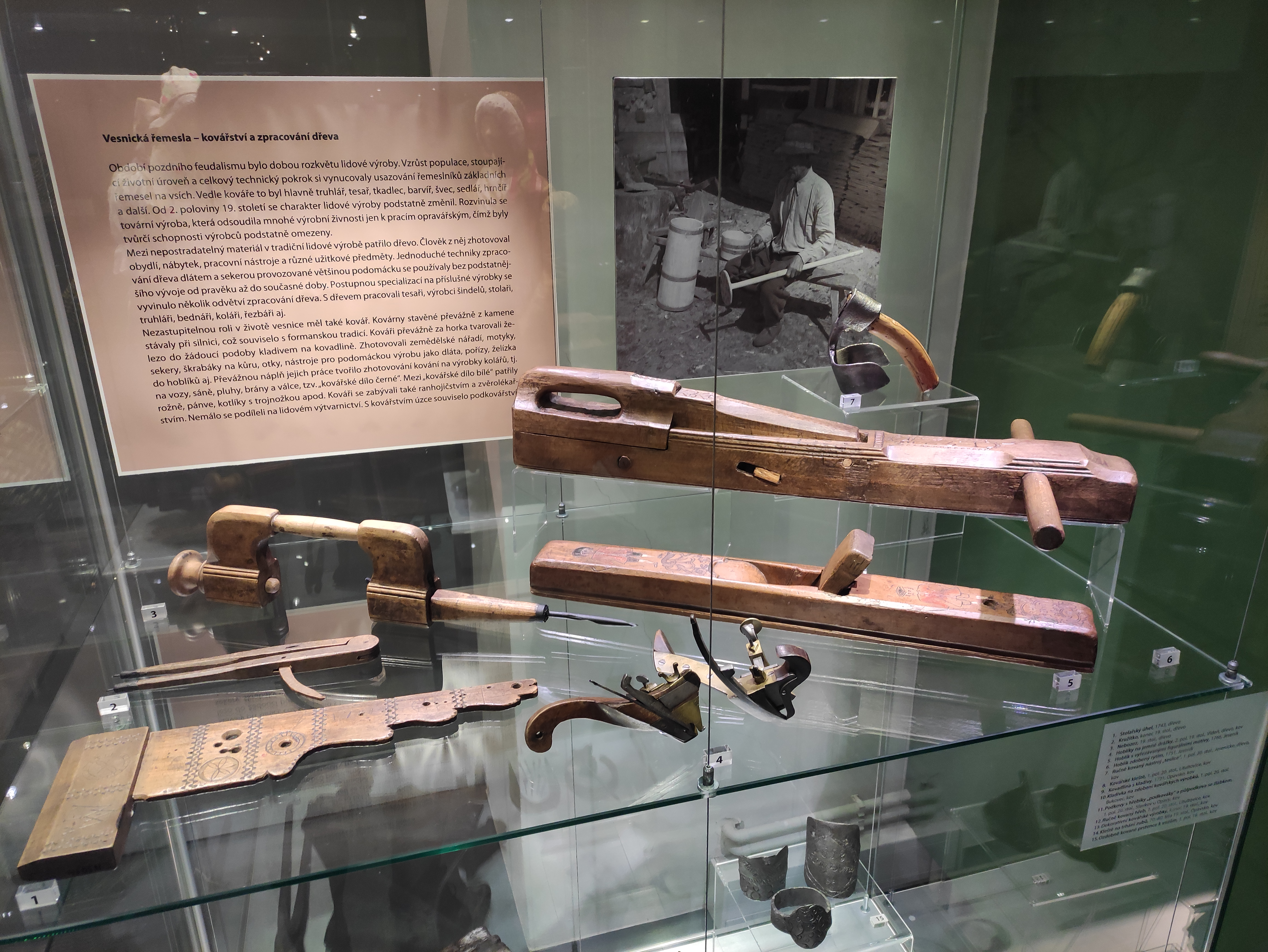
Historické truhlářské nástroje ve Slezském zemském muzeu v Opavě

### Dřevoobráběcí stroje
- k řezání – kotoučová pila(maflík), formátovací pila, pásová pila
- k rovinnému frézování (hoblování) – srovnávací frézka, tlouštkovací frézka, čtyřstranná frézka
- k tvarovému a konstrukčnímu frézování – svislá spodní frézka, svislá horní frézka, soustruh, dlabačka
- k broušení – pásová bruska, válcová bruska, čelní kotoučová/bubnová bruska
- k vrtání – sloupová vrtačka
- specifické stroje – olepovačka hran, kolíkovací vrtačka, lamelovačka, kalibrační bruska…

## Materiály pro truhlářská díla
- Rostlé dřevo (masiv). Tradiční truhlařina, často z tvrdého dřeva. Dnes se tento způsob používá u replik starého nábytku ("nostalgie"), protože je nákladný a nábytek z tvrdého dřeva je těžký. Zato se obnovuje výroba masivního nábytku z měkkého dřeva ("rustikál"): borovice, modřín, smrk.
- Laťovka, deska, slepená z latí z měkkého i tvrdého dřeva, často laminovaná dýhou, překližkou, lamino deskou atd. Umožňuje zpracovávat i méně kvalitní dřevo a může mít i kvalitní povrch jako masiv.
- Překližka, vrstvené a lepené dřevo, stejně pevná ve všech směrech, nekroutí se a nepraská ani ve velmi suchém prostředí.
- Z nových hmot – na trhu je nepřeberný výběr laminátových desek a dřevotřísek. Výrobky jsou levnější a někdy i lehčí, ale také méně kvalitní.

## Specializace profese
Truhlář a jeho specializace jsou zařazeny do Národní soustavy kvalifikací (NSK).
- Nábytkový truhlář vyrábí dřevěný nábytek, v moderní době často doplněný umělými hmotami. Při živnostenské výrobě na zakázku zpracovává prkna, desky, hranoly a vyrábí samostatně celé kusy.
- Stavební truhlář – se soustřeďuje na dřevěné součásti staveb - vyrábí okna, dveře, schodiště, podlahy, obklady stěn a stropů, někdy i méně náročné tesařské konstrukce
- Umělecký truhlář – opravuje či restauruje historický nábytek a vyrábí jeho repliky, toto umělecké řemeslo hraničí či se překrývá s restaurátorstvím; způsobilost k této práci vysvědčuje samostatná licence Ministerstva kultury České republiky.
- Modelář – ve slévárenských provozech se zabývá výrobou dřevěných modelů, z nichž se následně dělají pískové formy. Modelář pracuje většinou truhlářskými postupy, velký význam má broušení složitějších tvarů.
- Příbuzná a související řemesla: řezbáři, tesaři, parketáři nebo dřevosoustružníci.

## Historie

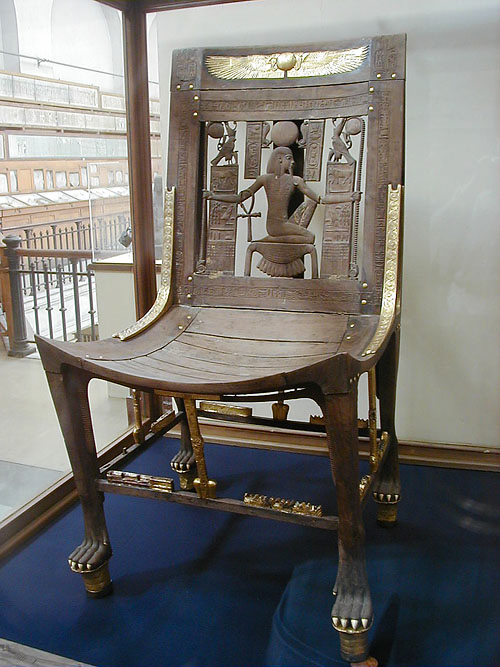
Trůn faraona Tutanchamona

Truhlářství je velmi staré řemeslo, které dosáhlo neobyčejné dokonalosti už ve starověkém Egyptě a v Římě. Tradiční truhlářské nářadí (dláto, pila, hoblík atd.) je také známo už od starověku. V Evropě se truhláři rozšířili v raném středověku, když si knížecí dvory začaly na hradech zařizovat interiéry nábytkem (stoly, lavice, postele a truhly). Od poloviny 13. století se rozvinulo truhlářské řemeslo ve velkých městech, kde truhláři zhotovovali vybavení měšťanských domů. Podle toho, který druh nábytku v dané době převládal, se truhláři někdy nazývali také stolaři. 

### Cechy
Cech byl profesním sdružením městských truhlářů od vrcholného středověku až do poloviny 19. století. Na Starém Městě pražském truhláři vytvořili cech v polovině 14. století, patrně jako první v zemi. Na Novém Městě dostal cech "pilařů, prknařů a struhařů"roku 1457 svá statuta, ve kterých se uvádí přesný výčet jejich výrobků. Roku 1524 zdejší truhláři společně s mistry dalších cechů složili přísahu králi. V malých městech a na vesnicích se příbuzné profese sdružovaly v jediném cechu (truhláři s koláři, bečváři, tesaři a soustružníky dřevěného nádobí). Proto se v angličtině a v románských jazycích truhláři a tesaři označují stejným termínem. 
Patronem cechu byl svatý Josef, pěstoun Páně, protože sám vykonával profesi truhláře.